# Hugh Grosvenor, Westminster hercege
Hugh Richard Louis Grosvenor, Westminster 7. hercege (London, 1991. január 29. –) 2016 augusztusáig Grosvenor grófja volt. Brit arisztokrata, milliárdos, üzletember és földbirtokos. Gerald Grosvenor, Westminster herceg és Natalia Grosvenor, Westminster hercegnő 3. gyermeke. 2016 augusztus 9-én, édesapja halála után megörökölte tőle a Westminster hercege címet. A The Sunday Times 2023-ban 9,8 milliárd fontra becsülte a vagyonát, ezzel a 11. leggazdagabb britnek számít. 

## Gyerekkora és tanulmányai
Hugh herceg keresztelőjét 1991. június 23-án tartották meg.
Hugh és nővérei egy helyi állami általános iskolában tanultak, majd ezt követően egy kis magániskolában tanult, közel a családjához Eaton Hall-hoz. 2000 és 2009 között Ellesmere College-ban egy állami iskolában tanult. Itt később iskolai prefektusként, Meynell-ház kapitánya és a XI. labdarúgócsapat kapitánya volt az utolsó évében. Combined Cadet Force tagjaként megszerezte az első diplomáját közszolgálatból.
2011-től 2013-ig a Newcastle-i Egyetemen tájgazdálkodást tanult, ezután diplomát szerzett.

## Karrierje
Az egyetem után az akkor még Grosvenor grófjaként egy évet a Wheatsheaf befektetési vállalatnál dolgozott, majd ezután két évet a Grosvenor Group-nál dolgozott gazdálkodási területen. 2016 januárjában a Bio-Bean zöld energiavállalat számviteli igazgatója lett.
Édesapja halála után, 2016 augusztusában, örökölte az akkor 9 milliárd fontra becsült vagyonát. Ennek a vagyonnak a herceg a haszonélvezője, de nem a jogi tulajdonosa, erre az öröklési adómentesség miatt volt szükséges, amely nagy közfigyelmet kapott.
A herceg jelenleg a Grosvenor Group tulajdonosa és kuratóriumi elnöke. Ez egy ingatlanfejlesztő és befektetési társaság, amelynek portfóliója Európában, Ázsiában és Észak-Amerikában van, élelmiszer- és mezőgazdasági technológiai vállalatokba fektet be.
Támogatja a helyi közösségek oktatását, valamint az esélyegyenlőtlenségek elleni küzdelemmel segíti a kiszolgáltatott fiatalokat és családjaikat. Tovább támogatja az apja által alapított Védelmi és Nemzeti Rehabilitációs Központot, amely a sebesült brit katonai veteránokon segít.
2020-ban a COVID világjárvány idején, a herceg 12,5 millió fontot adományozott a COVID elleni védekezésre és a Nemzeti Egészségszolgáltatás támogatására, valamint 1 millió fontot az Oxfordi Egyetemnek mentális egészséggel és pszichológiával kapcsolatos kutatási projektek finanszírozására.
2023-ban III. Károly koronázásán királyi zászlóhordozó volt. 2023. június 9-én Cheshire megye helyettes lordhadnagyának, azaz a király megyei képviselőjének a helyettesének nevezték ki. 

## Magánélete
Kevés közismert tény ismert Westminster herceg magánéletéről. 2013 októberében nagy figyelmet kapott, amikor György brit királyi herceg egyik keresztapjának választották.

## Testvérei
Két nővére és egy húga van, és számos unokahúga és unokaöccse.
- Lady Tamara Katherine Grosvenor (1979. december 20. –), házas Edward van Cutsemmel, a királyi család közeli barátja.[12]
- Lady Edwina Louise Grosvenor (1981. november 4. –), házas Dan Snowal,[13] The Clink éttermek társalapítója.
- Lady Viola Georgina Grosvenor (1992. október 12. –)

## Címe, rangja és megnevezése

### Címe és megszólítása
- 1991. január 29. – 2016. augusztus 9.: Grosvenor grófja
- 2016. augusztus 9. – : Westminster hercege

### Kitüntetései
- 2016. augusztus 9. – : Baronet